# 水陸両用戦車

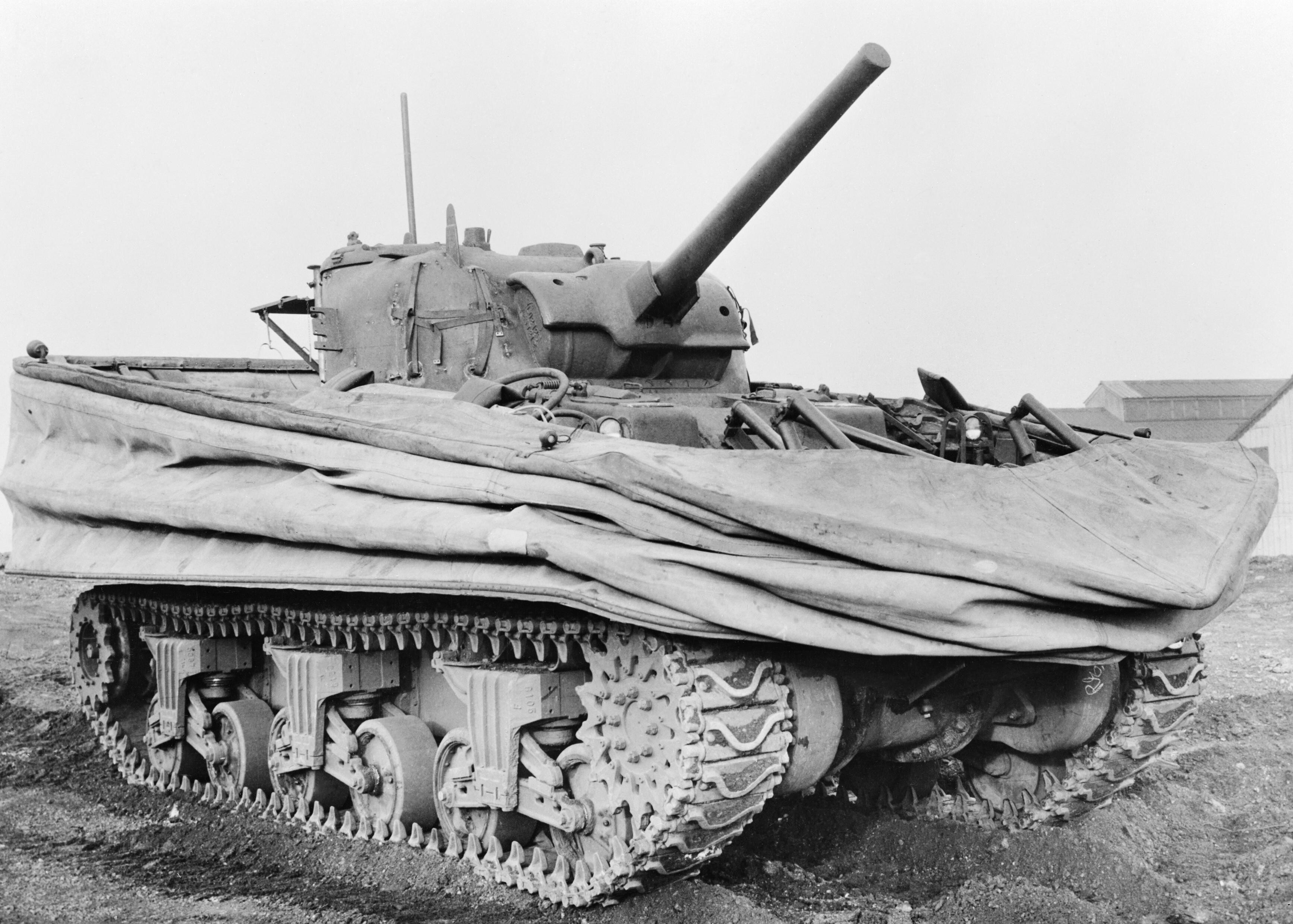
シャーマンDD

水陸両用戦車（すいりくりょうようせんしゃ）は、河川などの障害物を浮航したり潜水渡渉したりできる戦車。水域の移動方式により潜水戦車、あるいは浮航戦車とも呼ばれる。

## 概要
船のように水上に浮かぶ浮航方式のものと、水底を走行する潜水渡渉方式のものに大別できる。

### 浮航方式

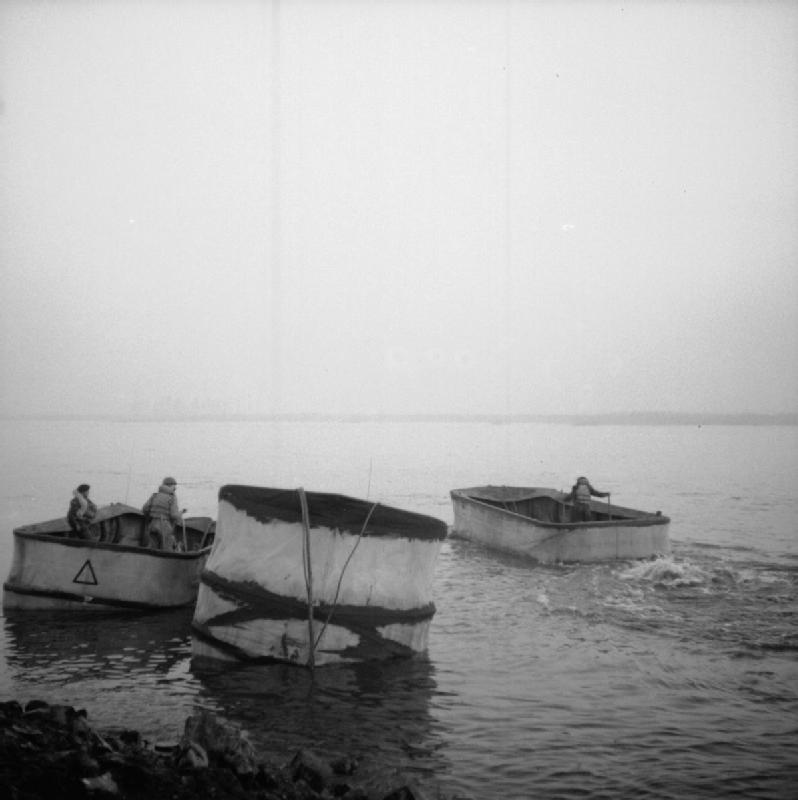
浮航中のシャーマンDD

車体自体を軽量に設計し、あるいは必要に応じて浮力材を装着できるようにして、船のように水上を航行する方式である。折りたたみ式のスクリーンを展開して浮力を稼ぐ例もある。推進力を得る方法としては、陸上走行用の履帯を動かして水をかく方式と、専用のスクリューを装備する方式の二つが一般的なほか、起動輪に水かきを装着した外輪船方式の実験例もある。履帯方式の場合、履帯が水上での推進力を生み出しやすい形状をしている。
浮航方式の欠点は軽量さが要求されるため、十分な武装や装甲を装備するのが難しい点である。実際に開発された例では、軽戦車以下の戦闘力しか有しないものが多い。逆に既存の通常戦車に浮力材を追加装備した例では、必要な浮力材が巨大になってしまい実用化に至らなかったものが多い。
また、水上航行速度を上げるためにはスクリューが必要であるが、陸上での行動時には無駄な重量物となってしまう欠点がある。
現代の装甲車には渡河に使用できる程度の浮航能力を有するものが広く見られる。もっとも、戦車ほどの戦闘力は持たない。また、防御力を重視して浮航能力を諦めたものや、開発当初は浮航可能だったが装甲強化による重量増加で浮航能力を喪失した例もある。

### 潜水渡渉方式
シュノーケルを用いて水底を走行する方式である。浮航方式に比べると重量制限が緩やかなため、十分な武装や装甲を施せる利点がある。一方で完全な水密性を保つ必要や、複雑なシュノーケル機構を装備する必要がある。また、運用時には水中で擱座する危険がある。第二次世界大戦時のドイツ戦車の多くが採用している。
現代の各国の主力戦車の多くはシュノーケルを追加装備して水深3-5m程度を潜水渡渉する能力を備えている。そのため、現代ではこの程度の能力ではあえて水陸両用戦車と呼ばない。

## 歴史

### 第二次世界大戦前
第一次世界大戦中に近代的な戦車が出現した後、1920年代には各国で水陸両用戦車の研究が始まっている。例えば、日本陸軍は1926年に水陸両用小型装甲車（タイヤと履帯を組み合わせた半装軌式の車両）を試作し、その後1933年には数種（三菱重工業でSRイ号車、SRロ号車。石川島自動車（現 いすゞ自動車）ではSR-II、SR-III）を試作し、一部を日中戦争での実戦試験に投入しているが、正式配備とはならなかった。
量産が行われた最初の水陸両用戦車は、1931年頃に開発されたヴィッカース・カーデンロイドA4E11/12水陸両用戦車である。浮航方式でスクリュー推進することができたが、武装や装甲は豆戦車級の低性能であった。イギリス陸軍には不採用となったものの、中国やオランダ、ソ連などに輸出された。ソ連ではデッドコピーとしてT-33が作られたが、後に独自の改良発展型であるT-37、T-38が生産されている。これらカーデンロイド系の水陸両用戦車は、ノモンハン事件や冬戦争において実戦投入された。
潜水方式では、ソ連でBT-5戦車を改装してシュノーケルなどを装備したBT-5PKhが開発され、1936年頃に少数が部隊配備された。

### 第二次世界大戦
第二次世界大戦においては、上陸作戦の増加から、多数の水陸両用戦車が開発・実戦使用された。
ドイツ国防軍は、イギリス本土上陸作戦のために、既存の戦車を改造した水陸両用戦車を開発した。浮航方式のII号水陸両用戦車は、II号戦車の車体後部のエンジン周辺を防水カバーで覆い、車体の側面に2個、または前後に舟形のフロートを装着したものである。推進は履帯の回転により行い、水上での移動速度は10km/h程度だった。潜水方式のIII号潜水戦車及びIV号潜水戦車も開発された。これはIII号戦車およびIV号戦車の車体の隙間を防水カバーで覆い（上陸後は内部から爆破して防水カバーを取り払い戦闘を行う）、エンジンの吸気・排気は逆流防止弁のついたチューブを水面のフロートまで伸ばして行い、水深15m程度の海底を履帯によって5km/hで進んだ。以上のいずれも、フェリーボートで上陸目標地点沿岸まで運ばれ、そこから発進する運用が予定されていた。
イギリス本土上陸作戦は延期されて使用されなかったが、II号水陸両用戦車とIII号潜水戦車は一部改造の上で第18戦車大隊へと配属された。そして1941年6月のバルバロッサ作戦に投入され、ブク川渡河作戦で使用された。なお、ティーガーI重戦車の初期型も、渡河用の潜水装備を有していた。これは、重量制限のため橋梁使用が困難な事態を想定しての設計である。
また、太平洋戦域において島伝いの飛び石作戦で日本に迫るアメリカ海兵隊は、種々な水陸両用車輌を開発しており、水陸両用戦車も使用した。ひとつは、水陸両用の装甲兵員輸送車であるLVTを原型に、戦車や自走砲用の砲塔を搭載したLVT(A)系列のものである。他方で既存のM4中戦車を改造することも行っており、浅瀬での行動が可能なように、エンジンのある車体後部から巨大な吸気・排気用装置を上方に伸ばした車両を使用している。
イギリス軍でも、パーシー・ホーバート少将指揮の下、M4中戦車を改造したシャーマンDDと呼ばれる浮航式の水陸両用戦車を開発した。ノルマンディー上陸作戦に多数投入されたが、波浪により多くが水没する結果となった。そのため、軽量な豆戦車改造でも十分だったとの意見もある。
日本では、海軍が陸戦隊用に開発した特二式内火艇が実戦投入された。

### 第二次世界大戦後
一定の水陸両用性能を有する装甲戦闘車両が増える一方、専用の水陸両用戦車はあまり多く無い。ソ連のPT-76や、中国製の発展型が挙げられる程度である。PT-76系列はベトナム戦争などで実戦使用された。
なお、冷戦期には海底作業や潜入工作用の履帯付き潜水艇が研究され、これらが「潜水戦車」と俗称されることがあった。

## 主な水陸両用戦車
- II号水陸両用戦車
- III号潜水戦車
- IV号潜水戦車

- 特二式内火艇
- 特三式内火艇
- 特四式内火艇
- 特五式内火艇

- ヴィッカース・カーデンロイドA4E11/12
- バレンタインDD
- シャーマンDD

- LVT（LVT（A）
- M551シェリダン

- T-37
- T-38
- T-40
- PT-76

- Ikv 91水陸両用戦車駆逐車

- 63式水陸両用戦車
- 05式水陸両用戦車

- PT-85（82式戦車）